# Пак Йон Мі
Пак Йон Мі (нар. 8 лютого 1991) — північнокорейська борчиня вільного стилю, чемпіонка світу, триразова чемпіонка та срібна призерка чемпіонатів Азії, чемпіонка Азійських ігор.

## Життєпис
Боротьбою почала займатися з 2005 року.
Виступає за спортивний клуб Пхеньяна. Тренер — Рі Вон Іл.

## Спортивні результати на міжнародних змаганнях

### Виступи на Чемпіонатах світу
| Змагання                        | Збірна         | Вагова категорія          | Місце  |
| ------------------------------- | -------------- | ------------------------- | ------ |
| Чемпіонат світу з боротьби 2013 | Північна Корея | жіноча боротьба, до 48 кг | 8      |
| Чемпіонат світу з боротьби 2017 | Північна Корея | жіноча боротьба, до 53 кг | 5      |
| Чемпіонат світу з боротьби 2019 | Північна Корея | жіноча боротьба, до 53 кг | Золото |

### Виступи на Чемпіонатах Азії
| Змагання                       | Збірна         | Вагова категорія          | Місце  |
| ------------------------------ | -------------- | ------------------------- | ------ |
| Чемпіонат Азії з боротьби 2013 | Північна Корея | жіноча боротьба, до 48 кг | Золото |
| Чемпіонат Азії з боротьби 2014 | Північна Корея | жіноча боротьба, до 48 кг | 7      |
| Чемпіонат Азії з боротьби 2015 | Північна Корея | жіноча боротьба, до 53 кг | Срібло |
| Чемпіонат Азії з боротьби 2016 | Північна Корея | жіноча боротьба, до 53 кг | 5      |
| Чемпіонат Азії з боротьби 2018 | Північна Корея | жіноча боротьба, до 53 кг | Золото |
| Чемпіонат Азії з боротьби 2019 | Північна Корея | жіноча боротьба, до 53 кг | Золото |

### Виступи на Азійських іграх
| Змагання           | Збірна         | Вагова категорія          | Місце  |
| ------------------ | -------------- | ------------------------- | ------ |
| Азійські ігри 2014 | Північна Корея | жіноча боротьба, до 48 кг | 10     |
| Азійські ігри 2018 | Північна Корея | жіноча боротьба, до 53 кг | Золото |

### Виступи на інших змаганнях
| Змагання                                 | Збірна         | Вагова категорія          | Місце  |
| ---------------------------------------- | -------------- | ------------------------- | ------ |
| Відкритий кубок Монголії з боротьби 2012 | Північна Корея | жіноча боротьба, до 48 кг | Бронза |
| Золотий Гран-прі з боротьби 2015         | Північна Корея | жіноча боротьба, до 53 кг | 5      |